# Papa John's
Papa John's je americký řetězec rychlého občerstvení. Vznikl v roce 1984 a zaměřuje se převážně na prodej pizzy.
Sídlo má v Louisville ve státě Kentucky a v Atlantě ve státě Georgia. K roku 2022 provozoval řetězec 5 500 poboček v 49 zemích světa včetně několika evropských (např. Francie či Polsko), v Česku nicméně řetězec nepůsobí. Kromě pizzy nabizí ve svém menu mj. také kuřecí křídla nebo různé dezerty.